# کاروانسرای قزلق
کاروانسرای قزلق مربوط به دوران‌های تاریخی پس از اسلام است و در ۳۵ کیلومتری جنوبشرقی گرگان، کنارکتل قزلق واقع شده و این اثر در تاریخ ۵ آذر ۱۳۷۹ با شمارهٔ ثبت ۲۹۰۳ به‌عنوان یکی از آثار ملی ایران به ثبت رسیده است.